# Prise d'otages d'Ouvéa
Événements politiques de 1984 à 1988 en Nouvelle-Calédonie
La prise d'otages d'Ouvéa, du 22 avril au 5 mai 1988, est le point culminant d'une succession d'événements violents survenus sur l'île d'Ouvéa, en Nouvelle-Calédonie, ayant durablement marqué le territoire.

## Contexte
En avril 1988, après deux ans de cohabitation, la France se prépare à l'élection présidentielle, qui voit s'affronter le Premier ministre Jacques Chirac et le Président de la République François Mitterrand. Depuis plusieurs années la situation politique est tendue car des individus assassinent des militants et des leaders indépendantistes. Des militants indépendantistes du Front de libération nationale kanak et socialiste (FLNKS) et d'autres individus s'adonnent aux incendies et aux pillages répétés de maisons d'éleveurs « caldoches ». 
En décembre 1975, le mélanésien Richard Kamouda est tué lors d'une intervention policière. En janvier 1980, le jeune kanak et quartier-maître de la Marine nationale, Théodore Daye, est tué en état d'ivresse lors d'une rixe par un policier hors service. En 1981, le leader indépendantiste Pierre Declercq et l'indépendantiste Émile Kutu sont assassinés par des inconnus. En janvier 1983, deux gendarmes sont assassinés à Koindé. 
Le 5 décembre 1984, en représailles à des attaques dont ils ont fait l'objet, une embuscade est menée par des Caldoches à Hienghène dans laquelle dix indépendantistes sont tués, dont deux frères du chef indépendantiste Jean-Marie Tjibaou. En janvier 1985, les indépendantistes kanaks du FLNKS Éloi Machoro et Marcel Nonnaro sont abattus par le GIGN, Machoro devenant un martyr pour les Kanaks. En avril 1987, un autre gendarme est tué à Koné, et en septembre, deux de ses collègues qui enquêtaient sur ce meurtre sont à leur tour victime d'un guet-apens. En novembre 1987, un gendarme mobile tue un jeune Kanak dans la tribu de Saint-Louis, lors d’une opération de police judiciaire,.
À la suite de ces événements, le gouvernement décide d'un référendum sur l'indépendance éventuelle de la Nouvelle-Calédonie. Le 13 septembre 1987, Jacques Chirac étant Premier ministre de la première cohabitation sous la présidence de François Mitterrand, a lieu le « référendum Pons » d'autodétermination. La question posée à près de cent cinquante mille habitants de la Grande Terre et des Îles Loyauté (Maré, Lifou et Ouvéa) est : « Voulez-vous que la Nouvelle-Calédonie accède à l'indépendance ou demeure au sein de la République française ? ». Pour satisfaire les indépendantistes, une condition d'exception pour voter exige une durée minimum de résidence de trois ans, restriction insuffisante pour les indépendantistes, qui décident de boycotter ce référendum. 57,17% des inscrits sur les listes électorales votent à ce référendum pour un résultat de 98,3 % de voix favorables au maintien de la Nouvelle-Calédonie dans la République française.
En octobre 1987, un regain de tension se manifeste dans les rangs du FLNKS à la suite de l'acquittement, par la cour d’assises de Nouméa, des sept auteurs de l'embuscade menée en 1984. Les indépendantistes manifestent leur colère, conspuant le fait que le jury — constitué par tirage au sort parmi les citoyens français inscrits sur les listes électorales — soit composé exclusivement d'Européens.
Parallèlement, l'élection présidentielle coïncida avec les élections régionales instaurant un nouveau statut pour le territoire, (le controversé statut Pons II) jugé défavorable aux indépendantistes. Le FLNKS, qui à l'époque rassemble la majorité des mouvements indépendantistes, rejette les élections régionales néo-calédoniennes de 1988 et appelle à un « boycott actif » des élections. Un contingent supplémentaire de militaires et de gendarmes est envoyé sur l'archipel.

## Déroulement

### Attaque de la gendarmerie de Fayaoué
Le vendredi 22 avril 1988 au matin, à Fayaoué, sur l'île d'Ouvéa, deux jours avant le premier tour de l'élection présidentielle, une soixantaine d'indépendantistes kanaks et membres du FLNKS, attaquent la gendarmerie (les trois gendarmes permanents s’étaient vu récemment renforcés par vingt-huit gendarmes mobiles), dans le but de l’occuper jusqu’au jour du second tour en prenant les gendarmes en otage. L'attaque a été préparée par Alphonse Dianou et ses hommes, forts des événements de Tieti qui se sont déroulés deux mois plus tôt. 
Quatre gendarmes (l’adjudant-chef Georges Moulié ainsi que les gendarmes Edmond Dujardin, Daniel Leroy et Jean Zawadzki) sont tués par balles (dont deux auraient été tués de sang-froid alors qu'ils n'étaient pas armés), trois indépendantistes sont blessés (dont deux légèrement) et un cinquième gendarme est gravement blessé (le lieutenant Jean Florentin). Les médias de l'époque, relayant les propos du Premier ministre Jacques Chirac, annoncent que les trois gendarmes ont été « massacrés à l'arme blanche », ce qui sera contredit par les documents d'autopsies et les témoignages de gendarmes et de médecins. La famille de l'adjudant-chef Moulié, décédé à Sydney le lendemain de l'attaque, maintient néanmoins la thèse officielle, évoquant une falsification ultérieure des documents afin de « favoriser l'amnésie ». Seul le lieutenant Florentin (le cinquième gendarme gravement blessé), atteint à la tête au début de l'action, fut victime d'un coup de tamioc (la hache en usage chez les Mélanésiens).
Les vingt-six autres gendarmes (dont 24 n'étaient pas armés, les armes étant à l'armurerie conformément au règlement), sont pris en otage et séparés en deux groupes. Le premier groupe de onze otages, mené par Chanel Kapoeri, se rend dans le sud de l’île à Mouli, où les otages sont finalement libérés trois jours plus tard, à la demande des « vieux » et des coutumiers. Le second groupe de quinze otages, conduit par Alphonse Dianou (ancien séminariste s'occupant des jeunes du FLNKS), est emmené dans une grotte située dans le nord de l'île, près de la tribu de Gossanah. La plupart des villages, même indépendantistes, avaient refusé de les accueillir.
Des actions similaires étaient prévues à Lifou et Maré, mais selon Jean Guiart, elles n'eurent finalement pas lieu pour des raisons coutumières diverses. C'est Eloi Machoro qui eut l'idée de l'opération : il prévoyait d'être sur place pour éviter toute dérive. Après sa mort, Tjibaou et Yeiwéné donnèrent les instructions, sans assister à l'attaque.

### Prise d’otages
En vertu d'une réquisition spéciale signée par le Haut-Commissaire du gouvernement, Clément Bouhin, le commandement des opérations est confié dès le 23 avril au général Jacques Vidal, chef des Forces armées de Nouvelle-Calédonie (FANC). Alors que plusieurs escadrons de gendarmerie mobile ont déjà été acheminés sur Ouvéa pour participer aux recherches aux côtés de détachements de l'EPIGN, du RIMaP (Régiment d'Infanterie de Marine du Pacifique), d'une compagnie de marche du 1er Régiment d'infanterie et du 3e Régiment parachutiste, Paris envoie sur place ses troupes d’élite : 48 gendarmes du GIGN et de l'EPIGN, des hommes du 11e Choc (dépendant des services secrets), des fusiliers-marins du commando Hubert et une équipe lance-flammes du 17e Régiment du génie parachutiste. L’île d’Ouvéa est bouclée, déclarée « zone militaire » et interdite aux journalistes.
Le dimanche 24 avril, le premier tour des élections présidentielles marque une nette radicalisation du clivage entre les électorats : l'électorat loyaliste sanctionne le RPCR avec une importante progression du Front national, tandis que le mot d'ordre de boycott indépendantiste est largement suivi dans l'électorat mélanésien. On note trente-huit bureaux fermés.
Pour localiser le lieu où sont détenus les otages, des sympathisants indépendantistes subissent des maltraitances, voire des tortures, lors de leur interrogatoire. Les victimes témoigneront avoir été frappées et menacées avec des armes dirigées vers elles. Selon des témoins, des jeunes de la tribu sont enchaînés à des poteaux et maltraités devant leurs parents. En 1989, un rapport de la Ligue des droits de l'homme compare ces méthodes avec celles employées pendant la guerre d'Algérie,.
Peu de Kanaks connaissaient l'emplacement de la grotte. Les gendarmes recherchant les otages se heurtent à l'hostilité d'une partie des habitants ; un détachement de Gendarmerie Mobile va même essuyer des coups de feu. 

### Repérage de la grotte
Le 26 avril 1988, à la demande des chefs coutumier de Gossanah, guidé par un pisteur et un ancien kanak, le lieutenant Patrick Destremau part seul à la recherche de la grotte et à la rencontre des preneurs d’otage. Il tente de négocier la libération des otages avec Alphonse Dianou qui refuse. Furieux de savoir l’emplacement de la grotte connu, Wenceslas Lavelloi tente sans succès de le tuer avec son guide. Il est à son tour retenu en otage. Le 27, le capitaine Philippe Legorjus, du GIGN, sous l'autorité du général Vidal, accompagné du premier substitut du procureur de Nouméa, Jean Bianconi, vont parlementer avec leurs preneurs d'otages. Dianou menace d'exécuter un des otages si Legorjus n'ordonne pas à ses hommes de se constituer prisonniers. Six d'entre eux, dont le gendarme mélanésien Samy Ihage (libéré par le groupe du sud deux jours plus tôt), vont le rejoindre à la grotte. Les huit hommes sont à leur tour pris en otages. Philippe Legorjus sera libéré le lendemain afin de servir de médiateur. Puis le premier substitut Bianconi bénéficiera d'une liberté de mouvement qui, quarante-huit heures avant l'assaut, lui permettra d'introduire dans la grotte des clés de menottes, deux revolvers Smith et Wesson et dix balles destinées aux membres du GIGN détenus en sa compagnie.
Dans la grotte, les gendarmes sont bien traités par leurs ravisseurs, qui semblent dépassés par l’ampleur de l’affaire. « Il n’y a pas de scène de violence gratuite », expliquera le gendarme mobile Alberto Addari.
Les preneurs d'otages, peu à peu lâchés par le bureau politique du FLNKS, qui ne veut pas assumer la mort des quatre gendarmes, constatent que la situation insurrectionnelle, qu'ils espéraient provoquer, reste sporadique. Un semblant de négociation s’engage. Selon Legorjus, « Alphonse Dianou voulait sortir vivant de cette affaire, avec ses camarades. J'expliquai à Bernard Pons que l'idée d'une reddition était possible. Après le second tour de la présidentielle », mais l’échéance du deuxième tour de la présidentielle précipite les événements et l’assaut est décidé du fait, selon le général Vidal et Bernard Pons ainsi que certains témoignages de gendarmes pris en otage, de l'impossibilité de négocier et de l'hostilité de certains des preneurs d'otages.

### Assaut de la grotte
D’après Gilles Ménage, alors directeur adjoint du cabinet de François Mitterrand, cette crise est directement conduite par Matignon. Le Président, averti des tractations depuis que Legorjus a téléphoné à son camarade Christian Prouteau pour l'en informer, exprime sa réticence quant à une opération armée dont les conséquences rendraient tout dialogue impossible par la suite. Refusant d'interférer dans l'action du gouvernement au risque de faire échouer les tentatives de libération des otages (la France connaît alors une période de cohabitation), François Mitterrand se contente dans un premier temps d’échanges verbaux avec son Premier ministre.
Mais, le 30 avril, certains hauts responsables indépendantistes adressent officiellement au Président une lettre relative à la situation sur place. Directement impliqué, le président de la République ne peut plus être accusé de gêner le gouvernement.
Dès le lendemain, le dimanche 1er mai, il adresse donc une lettre officielle au Premier ministre. Il réclame d’être informé régulièrement de l’évolution de la prise d’otage et qu’intervienne une réelle « mission de conciliation ». Cette dernière demande est rejetée par Jacques Chirac qui préfère réaffirmer sa confiance aux hommes dépêchés sur place. Le Premier ministre précise : « toute mesure de conciliation ou de médiation reviendrait dans ces conditions à placer sur le même plan ceux qui, dans le territoire, se conforment aux lois et ceux qui les violent ».
Dans le même temps, Bernard Pons échange, par écrit, avec le général Vidal et évoque une action de force permettant « une libération sans concession des otages ».
Le 3 mai de nouvelles informations parviennent à l’Élysée. Le gouvernement informe le Président que les conditions pour une opération militaire sont réunies. La météorologie est favorable – le vent, la pluie permettrait une approche discrète – et l’on assure au Président que les pertes kanaks seraient limitées au minimum.
Dans ces conditions, François Mitterrand donne son accord à une intervention, qui doit avoir lieu le 3 mai en début de soirée, heure de Paris (à l’aube du 4 mai selon l’heure de Nouvelle-Calédonie).
Quelques heures plus tard, la présidence de la République apprend l’annulation de l’opération et la communication se rompt entre l’Élysée, Matignon et les militaires sur place.
Cette décision ne sera pas sans conséquence sur la suite des événements : les conditions initialement prévues pour mener à bien l’opération ne sont plus réunies et la rumeur d’une intervention militaire est désormais sur toutes les lèvres dans l’archipel.
Alors que sont libérés, à la surprise générale, les derniers otages du Liban, l’assaut est lancé en Nouvelle-Calédonie sur la grotte. L' « opération Victor » est déclenchée le 4 mai à 21h15 heure de Paris (5 mai à 6h15 heure d'Ouvéa). Des hélicoptères font diversion pour que puissent s'approcher les commandos. Selon Gilles Ménage, l’Élysée n’est pas tenu informée.
Soixante-quatorze hommes participent à l'assaut. La trentaine de preneurs d'otages prend part au combat et défend l'accès à la grotte armée d'une mitrailleuse AA-52, de fusils et de FAMAS pris lors de l'attaque de la gendarmerie. Lors du premier assaut, qui dure une heure, deux hommes du 11e Choc (l'adjudant Régis Pedrazza et le 2e classe Jean-Yves Véron) sont tués, ainsi que douze indépendantistes. Profitant de la confusion, les otages se libèrent et se réfugient au fond de la cavité. Les kanaks ne les exécutent pas.
Le second assaut a lieu à 12 h 30. Après qu'un tir de lance-flammes a fait reculer les ravisseurs réfugiés dans la grotte et que des hommes du 11e Choc y ont lancé des chapelets de grenades, huit hommes du GIGN, conduits par le chef de groupe Michel Lefèvre, prennent pied à l'intérieur de la grotte et y jettent des grenades lacrymogènes. Plusieurs autres ravisseurs sont tués tandis que deux jeunes indépendantistes sont faits prisonniers. Une ultime négociation s'engage. Alors que les otages réussissent à s'échapper par une cheminée latérale, Alphonse Dianou et le dernier carré des preneurs d'otages acceptent de se rendre.

## Conséquences

### Controverse sur les responsabilités politiques et militaires
L'opération a permis la libération de tous les gendarmes retenus en otages. Mais des membres du FLNKS et d'autres indépendantistes accusent les forces de l'ordre d'avoir  « exécuté sommairement » trois preneurs d’otages après l’assaut, d'avoir achevé un blessé évacué entre les deux phases de combat et d'avoir laissé mourir leur chef, Alphonse Dianou. Ce dernier, blessé, a été laissé pendant quatre heures sans soins tout en étant passé à tabac. Les témoignages détaillés des rescapés seront publiés dans la revue indépendantiste Bwenando ainsi que dans un rapport de La Ligue des Droits de l'Homme.
Sur cette question, les sources exposent des versions contradictoires. Les autorités militaires ont toujours nié cette version.
Certains responsables politiques et médias se sont vus reprocher d'avoir criminalisé le mouvement indépendantiste et déshumanisé les ravisseurs, préparant ainsi le massacre final. Le premier ministre Chirac s'est dit, au sujet de la prise de la gendarmerie, « consterné par cette sauvagerie, par la barbarie de ces hommes, si tant est qu'on puisse les qualifier ainsi, sans doute sous l’emprise de la drogue et de l'alcool ». La presse évoque une « tuerie » (Libération), des « gendarmes sauvagement assassinés à coups de machette » (Le Parisien) ou « tués à coups de hache » (France soir). Se référant aux mobilisations indépendantistes, Chirac évoque également « des centaines de blessés, des dizaines, des dizaines et des dizaines de femmes violées, des centaines de maisons, de fermes et de bien attaqués, pillés. »  
À la suite d'une enquête de commandement, Jean-Pierre Chevènement, ministre de la Défense du gouvernement Rocard, déclare  « qu'aucun élément de l’enquête ne fait apparaître qu'il y a eu des exécutions sommaires » tout en évoquant des « actes contraires au devoir militaire » et « des points lui paraissant obscurs après l'évacuation d'Alphonse Dianou » ».
Parmi les cas suspects, celui de Wenceslas Lavelloi (qui serait le meurtrier de deux gendarmes selon les témoignages des otages), surnommé « Rambo », retrouvé mort d’une balle dans la tête et dont plusieurs témoignages récents confirment qu’il était encore vivant après la fin de l’assaut ; le cas d’Alphonse Dianou, chef du commando, blessé d’une balle au genou, laissé plusieurs heures sans soins et qui devait finalement décéder ; le cas de Patrick Amossa Waina, un « porteur de thé » de 18 ans, qui ne faisait pas partie des preneurs d’otages, retrouvé mort d'une balle dans la tête alors qu'il aurait été vu vivant à la fin de l’assaut ; de Martin Haïwé qui aurait tenté de s’enfuir avant l’attaque et de Samuel Wamo, un blessé évacué entre les deux assauts. Les deux médecins légistes ayant pratiqué les autopsies constateront également que douze des dix-neuf indépendantistes tués l'ont été par des tirs à la tête, la plupart présentant par ailleurs de multiples blessures. Certains participants de l'opération interrogés par Le Figaro assurent qu'aucun tir n'a été entendu sur zone après la fin des combats. Mais, Philippe Legorjus reconnaîtra plus tard avoir entendu des coups de feu alors qu'il quittait les lieux[réf. nécessaire].
L'officier de gendarmerie présumé responsable des blessures subies par Alphonse Dianou (qui en est mort avant son transport à l'aéroport d'Ouloup) a été brièvement suspendu après l'enquête qui a suivi. Il achèvera sa carrière avec le grade de colonel.
Selon Nidoïsh Naisseline, chef du mouvement indépendantiste Libération kanak socialiste : « Pons et Chirac se sont conduits comme de véritables assassins. Ceux que l'on appelle les ravisseurs avaient déjà libéré dix gendarmes et attendaient que la situation politique se clarifie le 10 mai, afin de négocier. MM. Pons et Chirac ont préféré les assassiner. Ils auraient pu éviter cette boucherie, mais ont préféré échanger du sang kanak contre des bulletins de vote des amis de Jean-Marie Le Pen ».
En 2008, Michel Rocard, qui a succédé à Jacques Chirac à Matignon, après les élections de 1988, déclare : « Ce que je savais moi — et que j'étais seul à savoir, je ne pouvais pas le dire aux autres délégations parce qu'il ne fallait pas que le secret sorte — c’est qu'il y avait aussi des officiers français… Enfin, au moins un et peut-être un sous-officier, on ne sait pas très bien… À la fin de l'épisode de la grotte d'Ouvéa, il y a eu des blessés kanaks et deux de ces blessés ont été achevés à coups de bottes par des militaires français, dont un officier. […] Il fallait prévoir que cela finisse par se savoir et il fallait donc prévoir que cela aussi soit garanti par l'amnistie ».

### Conséquences politiques et sociales
Deux jours plus tard, François Mitterrand est réélu président de la République. Il nomme Michel Rocard Premier ministre qui constituera une « mission de dialogue » chargée de renouer la discussion entre loyalistes et indépendantistes. Cette mission conduira aux accords de Matignon (26 juin 1988) et à une amnistie générale pour les preneurs d’otages (dont ceux présumés meurtriers des gendarmes et des soldats) ainsi que pour les militaires présumés auteurs d'exactions ou d'exécutions sommaires.
Ces événements, toujours très présents dans la mémoire des gens d’Ouvéa, accrurent également le malaise de la gendarmerie. Dans Le Quotidien de Paris, le 16 août 1989, Charles Hernu, ancien ministre de la Défense et fils de gendarme, déclare : « Les gendarmes se sentent de moins en moins reconnus dans leur dignité. Après les événements de Nouvelle-Calédonie, l'opinion ne s'est pas assez rendu compte que les gendarmes avaient laissé leur vie là-bas. La Nation, dans son ensemble, ne s'est pas montrée suffisamment reconnaissante ».
Une cérémonie de réconciliation entre gendarmes et habitants de Gossanah eut lieu en 1998. Mais elle n'a pas eu lieu avec la population de Téouta, descendante d'immigrés de Samoa, et qui avait eu le plus de morts, ces derniers ayant participé à l'attaque de la gendarmerie alors que les hommes de Gossanah n'y étaient pas.
Un odonyme local (« Esplanade du 22-Avril » à Dumbéa) rappelle également ces événements.

### Filmographie
- Les Médiateurs du Pacifique a été réalisé en 1996 par Charles Belmont sur ce sujet en collaboration pour le scénario avec le journaliste Olivier Duhamel. Le film est sorti en mai 1997.
- Mehdi Lallaoui, Retour sur Ouvéa, 2008.
- Élisabeth Drevillon, Grotte d’Ouvéa : autopsie d’un massacre, documentaire d'Infrarouge de 2008.
- Mathieu Kassovitz, L'Ordre et la Morale, sorti en France le 16 novembre 2011. Le réalisateur y interprète le rôle de Philippe Legorjus.
- Marion Guégan, Grotte d'Ouvéa, le prix du sang, documentaire de La Case du siècle de 2023.